# Glenn Branca
Glenn Branca (ur. 6 października 1948 w Harrisburgu; zm. 13 maja 2018) – amerykański kompozytor i gitarzysta, którego twórczość zaliczana jest do najważniejszych muzycznych dzieł awangardowych XX wieku. Jego utwory są zainspirowane stylem no wave i minimalizmem.

## Dyskografia
- Lesson #1 For Electric Guitar (99 Records, 1980)
- The Ascension (99 Records, 1981)
- Who Are You Staring At? with John Giorno(inne języki) (GPS, 1982)
- Chicago 82 – A Dip In The Lake (Crepuscule, 1983)
- Symphony #3 (Gloria) (Atavistic, 1983)
- Symphony #1 (Tonal Plexus) (ROIR, 1983)
- The Belly of an Architect [Soundtrack] (contribution)(Crepuscule, 1987)
- Symphony #6 (Devil Choirs At The Gates Of Heaven) (Atavistic, 1989)
- Symphony #2 (The Peak of the Sacred) (Atavistic, 1992)
- The World Upside Down (Crepuscule, 1992)
- The Mysteries (Symphonies #8 & #10) (Atavistic, 1994)
- Century XXI USA 2-Electric/Acoustic (New Tone, 1994)
- Symphony #9 (L'eve Future) (Point, 1995)
- Just Another Asshole (Atavistic, 1995)
- Songs '77-'79 (Atavistic, 1996)
- Symphony #5 (Describing Planes Of An Expanding Hypersphere) (Atavistic, 1999)
- Empty Blue (In Between, 2000)
- Renegade Heaven (Cantaloupe, 2000)
- The Mothman Prophecies [Soundtrack] (contribution)(Lakeshore Records, 2002)